# Neueste Zeitung
Die Neueste Zeitung – Illustrierte Tageszeitung mit Versicherung (später Illustrierte Tageszeitung mit Sonntagspost) war eine vom 18. April 1931 bis 29. Oktober 1942 in Frankfurt am Main erschienene regionale deutsche Tageszeitung.

## Geschichte

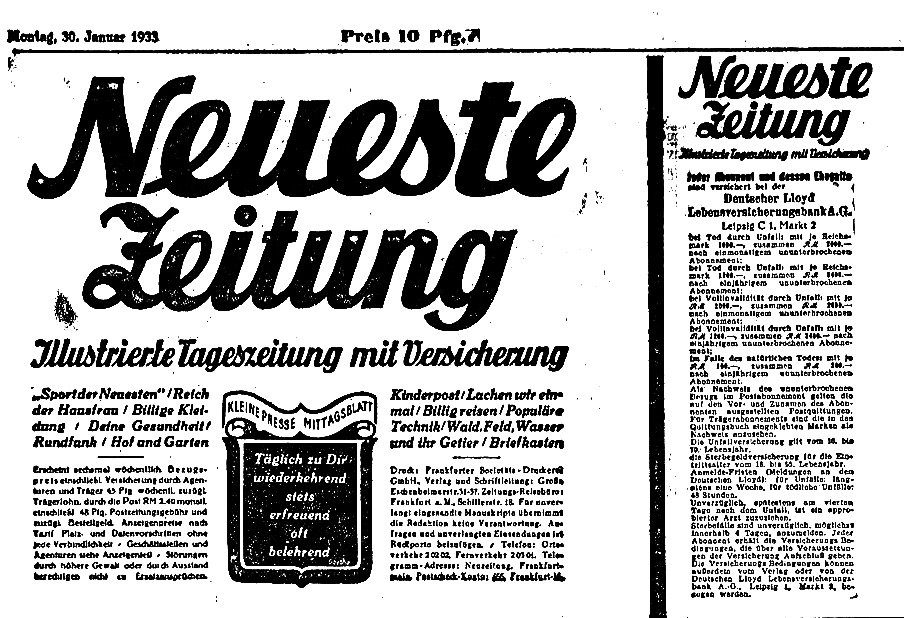
Neueste Zeitung vom 30. Januar 1933, Titelblatt oben links mit Impressum und Lebensversicherungskonditionen

Die Zeitung erschien im gleichen Verlagshaus wie die viel ältere Frankfurter Zeitung, nämlich der Frankfurter Societäts-Druckerei. Sie stellte insofern ein Unikum in der deutschen Verlagslandschaft dar, als mit ihrem Abonnement automatisch eine Lebensversicherung abgeschlossen wurde. Im Impressum der Zeitung stand deswegen auf der ersten Seite:
„Jeder Abonnent und dessen Ehegatte sind versichert bei der Deutscher Lloyd Lebensversicherungsbank A. G., Leipzig C1, Markt 2. [...] Sterbefälle sind unverzüglich, möglichst innerhalb 4 Tagen, anzumelden.“
Die Versicherungsprämie variierte je nach Länge des Abonnements, die Versicherung griff bereits nach einem Monat.
Die erste Ausgabe vom Samstag, den 18. April 1931, präsentierte sich auf ihrer Titelseite als „Zeitung für Jedermann“, insbesondere Frauen und Menschen im Rhein-Main-Gebiet, und warb:
„Die Zeit, in der wir leben, brachte stärker Umwälzungen als je ein Abschnitt in der Geschichte. Die neue Zeit fordert auch eine neue Art von Zeitung. Diese Forderung erfüllt die Neueste Zeitung.“
Die ersten Ausgaben umfassten zwischen 10 und 14 Seiten, die mit Politik und Sport begannen und mit Frauen-, Kinder- und Modethemen schlossen. Die letzten Ausgaben umfassten nur noch vier Seiten. Die letzte Nummer der Neuesten Zeitung erschien am 29. Oktober 1942, behandelte auf der ersten Seite nur Kriegsthemen und titelte:
„Telegramm aus dem Führerhauptquartier. Des Führers Glückwünsche an Viktor Emanuel und den Duce“
Die Neueste Zeitung fuhr auch noch in den Wochen nach der Machtergreifung der Nationalsozialisten einen demokratischen Kurs und verurteilte etwa in der Ausgabe vom 13. Februar 1933 die Absetzung mehrerer sozialdemokratischer Beamter in Hessen:
„Regierungspräsident Ehrler ist einer der Männer, die durch ihre Tatkraft und ihre Fähigkeiten vom Metallarbeiter bis in ein hohes und politisches Staatsamt aufgestiegen sind. Nichts wäre ungerechter als das, wollte man dem jetzt seines Amtes enthobenen Präsidenten nachsagen, es sei das ‚Parteibuch‘, dem er seine Stellung zu verdanken habe. [...] Der Regierungspräsident als ‚politischer Beamter‘ ist jetzt dem neuen politischen Kurs zum Opfer gefallen.“
In derselben Ausgabe berichtete das Blatt über die Wiederwahl des Walldorfer Bürgermeisters Adam Jourdan (SPD) „mit überwältigender Mehrheit“ und kritisierte die Beurlaubung eines weiteren hohen Beamten durch Göring, den Kassler Regierungspräsidenten Ferdinand Friedensburg. Im Darmstädter Polizeibericht vom 12. Februar notierte die Zeitung die Reaktionen von SA- und SS-Mitgliedern auf „Beschimpfungen“ durch Kommunisten: Die Nationalsozialisten setzten Schusswaffen ein, verletzten mehrere Personen und erschossen einen unbeteiligten jungen Mann, der gerade auf dem Weg zur Post war.
Schon wenige Monate später war die Neueste Zeitung, wie alle anderen deutschen Medien, gleichgeschaltet. In der Ausgabe vom 8. August 1933 kritisierte die Redaktion nicht, dass der Hamburger Senat das Heinrich-Heine-Denkmal aus dem Stadtpark entfernen und „in irgend einem Schuppen lagern“ ließ, sondern bemerkte knapp, dass es „vielen ein Dorn im Auge sei“.
Im April 1934 entfiel die automatische Versicherung, der Untertitel lautete Illustrierte Tageszeitung mit Sonntagspost, und das Blatt erschien sieben Tage die Woche. Chefredakteur der Neuesten Zeitung war Wilhelm Hollbach.
Die fast komplett überlieferten Exemplare im Verlagsarchiv (heute die Frankfurter Societäts-Medien GmbH) wurden 2011 in einer Kooperation mit der Universitätsbibliothek der Frankfurter Goethe-Universität auf Mikrofilm übertragen und anschließend digitalisiert. Die Zeitung lässt sich heute nahezu komplett über den Server der Bibliothek nachlesen.